# Chivay
Chivay je město v Peru, ležící v údolí Colca (leží proti proudu od samotného kaňonu Colca). Nachází se ve výšce 3635 m n. m. Je hlavním městem distriktu Chivay a zároveň provincie Caylloma. Tři kilometry od města se nachází termální prameny. Nedaleko města se také nachází zdroj obsidiánu.

Plaza de Armas de Chivay

## Galerie

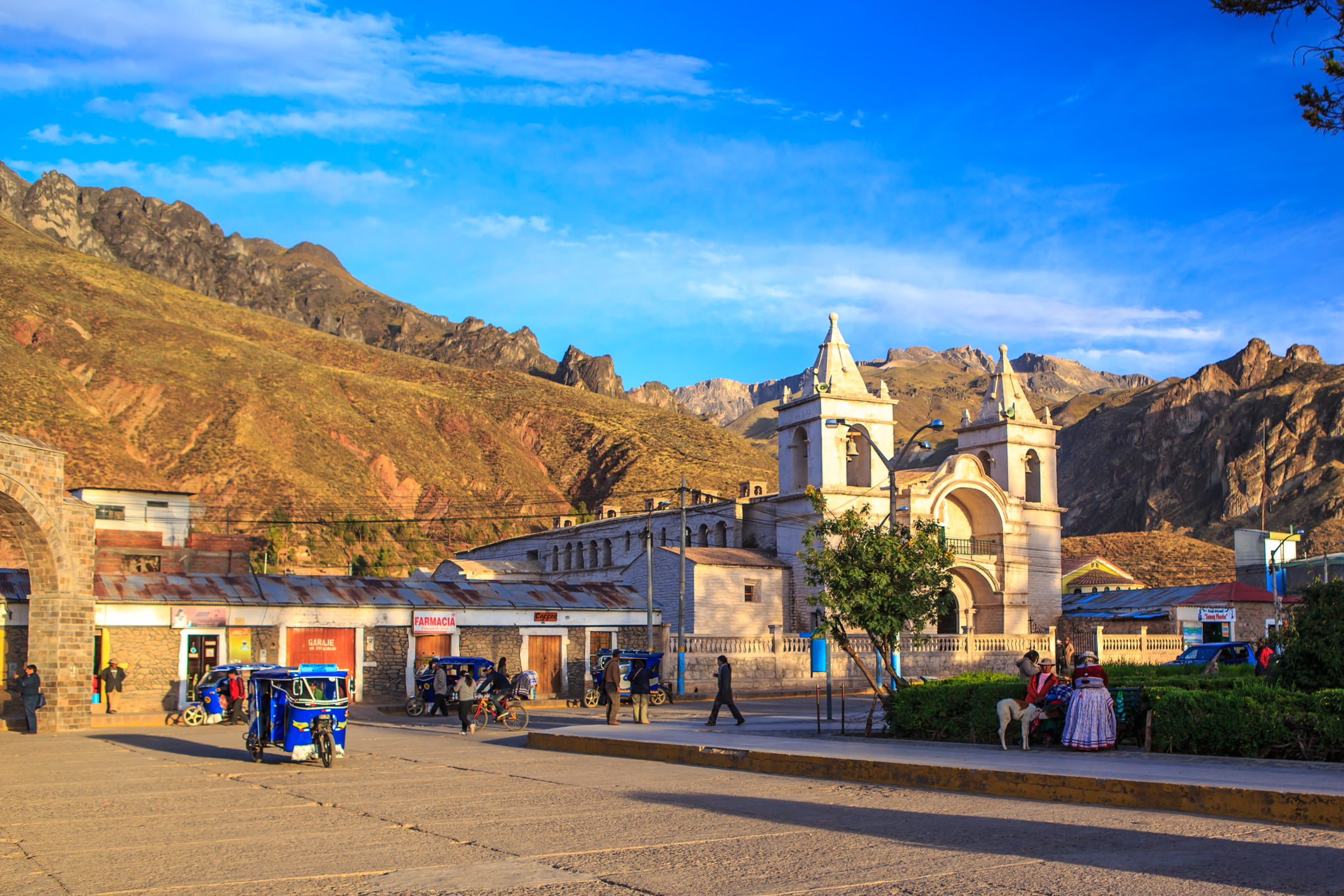
Chivay
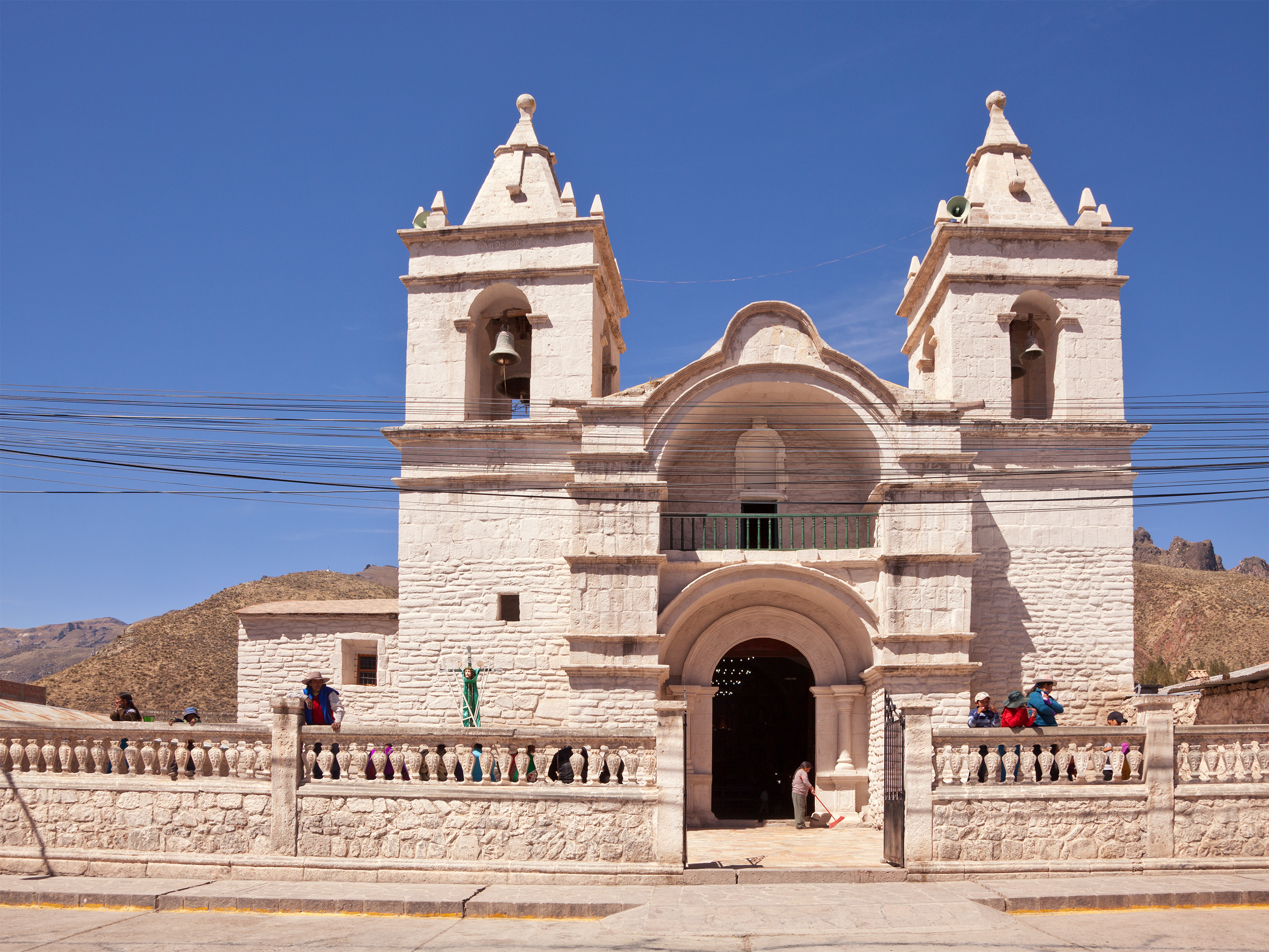
Kostel v Chivay
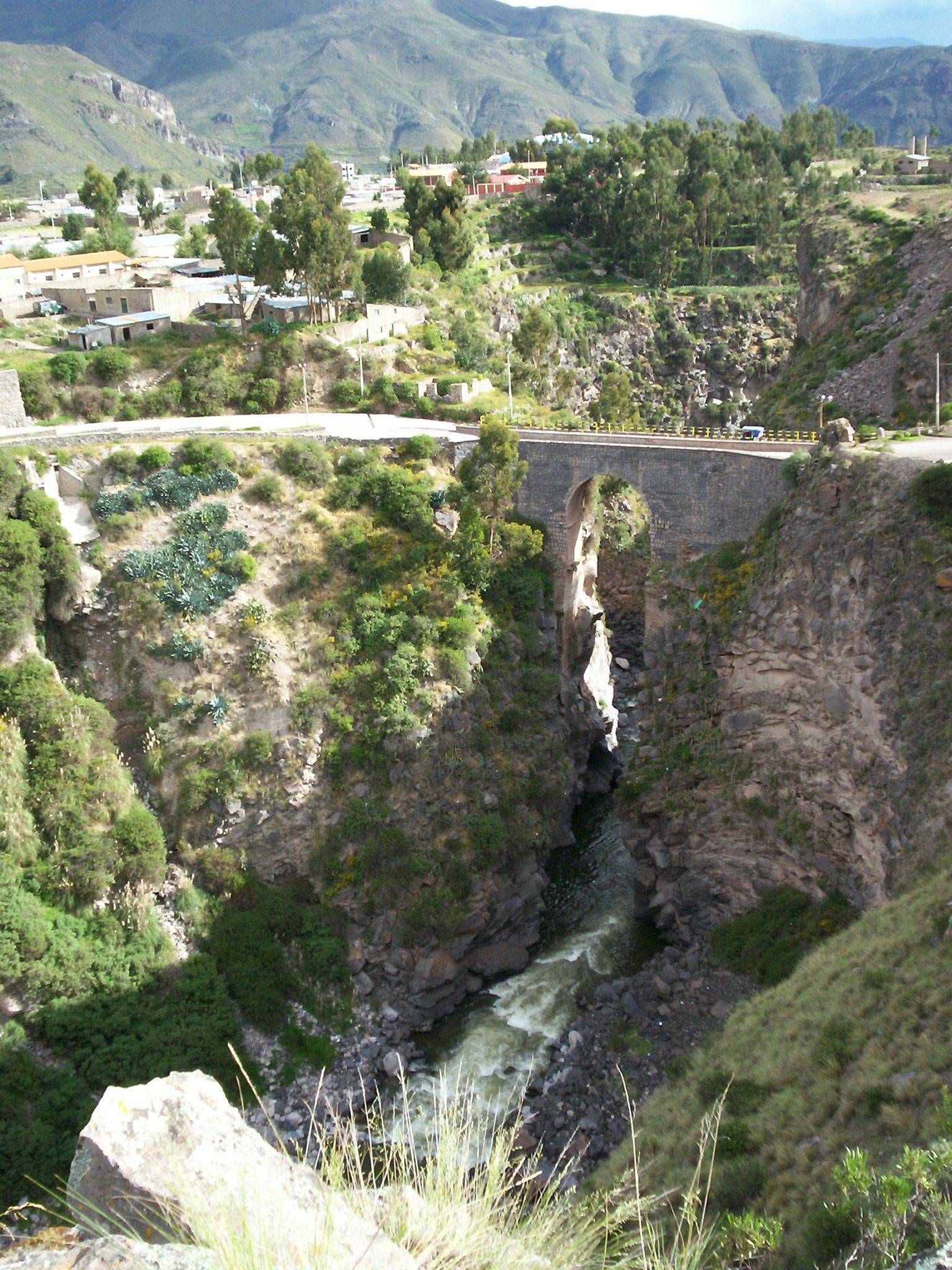
Most v Chivay
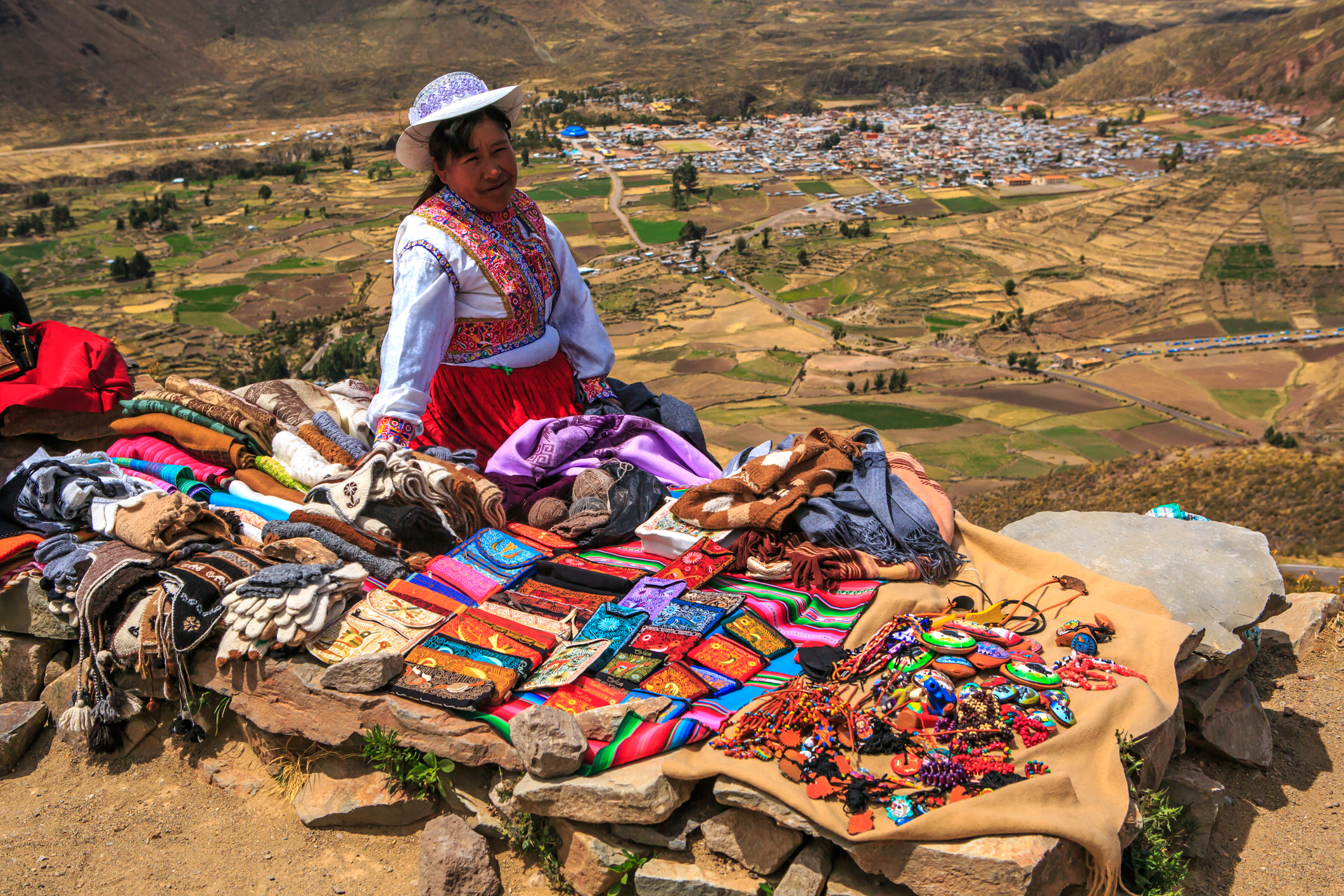
Místní žena